# Emil von Kageneck
Emil Karl Alexander Freiherr von Kageneck (* 10. November 1812 in Karlsruhe; † 17. November 1882 ebenda) war ein badischer Forstbeamter.

## Leben
Emil von Kageneck entstammte dem oberrheinischen Adelsgeschlecht derer von Kageneck. Er war ein Sohn des großherzoglich-badischen Oberhofmeisters und Geheimen Rats (Franz) Karl (Simon) Freiherr von Kageneck (1776–1846) und der Henriette von Kageneck, geborene Freiin von Schacht (1782–1846). Er absolvierte 1828 das Lyzeum in Karlsruhe, besuchte danach die polytechnische Schule in Karlsruhe und ab 1829 die königlich-württembergische Forstakademie Hohenheim, wo er 1832 die Staatsprüfung bestand.
Ab 1832 war er in Baden, Kandern, Bruchsal und zuletzt in Gernsbach unter der Leitung Franz von Kettners tätig. Von 1840 an war er 18 Jahre lang landesherrlicher Bezirksförster in Rotenfels und wohnte in Gaggenau. Am 3. Juni 1841 heiratete er Emilie Gulat von Wellenburg (1820–1899), eine Enkelin des 1800 geadelten Daniel Gulat von Wellenburg (1764–1839). Ab 1855 Kammerherr, wurde er 1858 als Forstrat in das Kollegium der Direktion der Forsten, Berg- und Hüttenwerke für Baden, die spätere Domänendirektion des Großherzogtums Baden, aufgenommen. Während des Deutsch-Französischen Krieges 1870/71 leitete er 14 Lazarettzüge von der Front in die Heimat. 1877 erfolgte die Ernennung zum Oberforstrat. In dieser Tätigkeit verblieb er bis zu seinem Lebensende.

## Auszeichnungen
Emil von Kageneck erhielt mehrere badische und württembergische Kriegsauszeichnungen für seinen Einsatz während des Krieges 1870/71, zudem das Ritterkreuz mit Eichenlaub des Ordens vom Zähringer Löwen und das Eiserne Kreuz II. Klasse. Für seine fachlichen Verdienste wurde ihm das Kommandeurkreuz II. Klasse des Ordens vom Zähringer Löwen verliehen.